# مستر أولمبيا
مستر أولمبيا (بالإنجليزية: Mr. Olympia)‏، هي أكبر لقب للمحترفين في الاتحاد الدولي لكمال الأجسام واللياقة البدنية (IFBB). أقيمت النسخة الأولى في 18 سبتمبر 1965 في أكاديمية بروكلين للموسيقى [الإنجليزية] في مدينة نيويورك حيث فاز لاري سكوت بأول لقبين متتاليين.
الرقم القياسي للفوز بثمانية انتصارات هو لكل من لي هانيي (1984-1991) وروني كولمان (1998-2005). حامل اللقب الحالي (2022) هو الإيراني هادي تشوبان.

## مقدمة
فكر جو ويدر بتكريم أصدقائه الأبطال المحترفين لرياضة كمال الأجسام، ولم يجد طريقة أفضل من إقامة بطولة كبرى تجمعهم، ينال الفائز بينهم لقبها؛ الذي أراد له أن يكون الأبرز في عالم هذه الرياضة، وقد سماها بأولمبيا تيمناً بالجبل اليوناني الذي كان ملهماً لكل الرياضيين قديماً وحديثاً.

## أصحاب اللقب
نال الأمريكي لاري سكوت اللقبين الأولين (1965، و 1966)، ثم تبعه الكوبي سيرجيو أوليفا فنال ثلاثة ألقاب متوالية هي (1967، و 1968، و 1969).
حين شارك أرنولد شوارزنيجر النمساوي الأصل في البطولة توقع له الجميع مستقبلاً كبيراً نظراً للضخامة والتناسق والتكامل في جسمه، وكان الأمر كذلك حيث حصد أرنولد ستة ألقاب متتالية في السنوات (1970، 1971، 1972، 1973، 1974، 1975) وقد دخل بعد ذلك عالم الشهرة والسينما من أوسع أبوابه، فاعتزل المشاركة في البطولة وترك الفرصة لزملائه في السنوات المقبلة لنيل اللقب.
فاز باللقب سنة 1976 الإيطالي فرانكو كولومبو، ثم تلاه الأمريكي فرانك زين في السنوات (1977، و 1978، و 1979). بعد ذلك قيل أن أرنولد لن يتمكن من الفوز بأوليمبيا مرة أخرى، فشارك متحدياً سنة 1980 وفاز باللقب للمرة السابعة، وأثبت للجميع أنه الأسطورة الخالدة في دنيا كمال الأجسام.
نجح الإيطالي فرانكو كولومبو بنيل اللقب للمرة الثانية سنة 1981، ثم فاز كل من كريس ديكرسون من الولايات المتحدة وسمير بنوت من لبنان بلقبي 1982، و1983 على التوالي. ليأتي بعد ذلك لي هاني الأمريكي الجبار ليفوز باللقب ثماني مرات متتالية محطماً رقم أرنولد عدداً وتتابعاً، وذلك في بطولات 1984، 1985، 1986، 1987، 1988، 1989، 1990، 1991.
غير البريطاني دوريان يتس مفهوم كمال الأجسام، فحوّلها إلى كثافة وضخامة غير معهودتين من قبل وفاز باللقب ست مرات متتالية، 1992، 1993، 1994، 1995، 1996، 1997.
في السنوات 1998، 1999، 2000، 2001، 2002، 2003، 2004، 2005، فاز العملاق الأمريكي روني كولمان باللقب ليتساوى مع لي هاني بثمانية ألقاب متتابعة لكل منهما.
بعد ذلك سيطر خمسة أبطال جميعهم من الولايات المتحدة على ألقاب البطولة وهم جيه كتلر في السنوات 2006، 2007، 2009، 2010، وديكستر جاكسون سنة 2008، وفيل هيث في السنوات 2011، 2012، 2013، 2014، 2015، 2016، 2017، وشون رودين سنة 2018، وبراندون كيري سنة 2019، وفي 2020 و2021 فاز ممدوح السبيعي المعروف ب بيج رامي باللقب، ليكون بذلك أول مصري ينال البطولة.

## العرب في «مستر أولمبيا»
شارك عرب كثيرون في أوليمبيا لكنهم لم يحظوا بمراكز متقدمة باستنثاء سمير بنوت الذي أحرز اللقب سنة 1983، ومحمد مكاوي الذي نال المركز الثاني في نفس السنة، وممدوح السبيعي الذي فاز باللميدالية الذهبية عام 2020 و2021، وكمال القرقني الذي أحرز الميدالية الذهبية سنة 2019 والفضية سنة 2020.
من مصر شارك كل من محمد مكاوي وناصر السنباطي (شارك باسم يوغوسلافيا)، وممدوح السبيعي (شارك في البداية باسم الكويت، ثم باسم مصر)، وإبراهيم سامي فهيم، ومحمد شعبان.
ومن لبنان شارك كل من سمير بنوت، وإدوارد قواق، وأحمد حيدر وجورج فرح، وفؤاد أبيض (يحمل الجنسية الكندية)، ومحمد بنوت.
ومن الجزائر محمد بن عزيزة ويوسف انافا، ومن الأردن مصطفى حسنين، ومن العراق أحمد أحمد (يحمل الجنسية السويدية)، ومن الإمارات عيسى عبيد، ومن البحرين سامي الحداد ومن ليبيا كمال القرقني، ومن السعودية فهد هزازي وعبدالله الصباح.

## متفرقات
- لاري سكوت (2)، أرنولد شوارزنيجر (7)، فرانكو كولومبو (2)، فرانك زين (3)، سمير بنوت (1)، دوريان ييتس (6)، جيه كتلر (4) من العرق الأبيض (25/54 - حتى نهاية 2018). وسيرجيو أوليفا (3)، كريس ديكرسون (1)، لي هاني (8)، روني كولمان (8)، ديكستر جاكسون (1)، فيل هيث (7)، شون رودين (1)، براندون كيري (1) من العرق الأسود (30/55 - حتى نهاية 2018).
- بين عامي 1974، و 1979 عقدت ست نسخ من مستر أولمبيا بوزنين هما الخفيف والثقيل، ثم بطل الأبطال للوزنين معاً، ثم أعيد الحال إلى ما كان عليه سابقاً من وزن مفتوح واحد فقط سنة 1980.
- عقدت أولمبيا حتى نهاية 2019 (45 مرة) داخل الولايات المتحدة (نيويورك (10)، كولومبوس (6)، لوس أنجيلوس (2)، شيكاغو (2)، أورلاندو (1)، أطلانطا (3)، لاس فيغاس (21))، ومرتين في ألمانيا (إيسن، وميونيخ)، ومرة في كل من فرنسا (باريس)، وجنوب أفريقيا (بريتوريا)، و أستراليا (سيدني)، والمملكة المتحدة (لندن)، وبلجيكا (بروكسل)، والسويد (غوتنبرغ)، وإيطاليا (ريميني)، وفنلندا (هلسينكي).
- هناك من لم يكونوا من حاملي الجنسية الأمريكية حين فازوا بلقب مستر أولمبيا، وهم: سيرجيو أوليفا (كوبا)، أرنولد شوارزنيجر (النمسا)، فرانكو كولومبو (إيطاليا)، سمير بنوت (لبنان)، دوريان ييتس (بريطانيا) (19/54 حتى نهاية 2018).
- فرانك زين هو الوحيد من بين حاملي لقب أولمبيا صاحب جسم من نوع (EctoMorph) الرفيع.
- أكبر فائز سناً بمستر أولمبيا هو شون رودين وكان عمره 43 سنة حين فاز بها سنة 2018، وقد سبق بذلك كريس ديكرسون حامل لقب سنة 1982.
- أصغر متنافس في أولمبيا كان الأمريكي هارولد بول صاحب المركز الثاني في أوليمبيا 1965، و 1966، وكان عمره 21 سنة.
- شارك كل من أرنولد شوارزنيجر وفرانكو كولومبو بأفلام سينمائية شهيرة.

## شروط التأهل لمنافسات مستر أولمبيا
يجب أن ينال المتأهلون إلى هذه البطولة أحد الألقاب التالية:
- الستة الأوائل في بطولة أرنولد كلاسيك.
- بطل سابق في مستر أولمبيا (بعد مرور خمس سنوات لا بد من الحصول على موافقة الاتحاد الدولي IFBB).
- الخمسة الأوائل في بطولة «نيويورك برو».
- الثلاثة الأوائل في أي بطولة أخرى للمحترفين ينظمها اتحاد IFBB في الموسم السابق لمستر أولمبيا.
- الستة الأوائل في مستر أولمبيا للسنة السابقة.
- الأول ببطولة العالم للهواة للاتحاد الدولي لكمال الأجسام واللياقة البدنية.

## بطولات أولمبيا
| الرقم | السنة | الجائزة المالية | بطل الأبطال      | بطل الوزن الخفيف             | بطل الوزن الثقيل             | مكان انعقاد البطولة           |
| ----- | ----- | --------------- | ---------------- | ---------------------------- | ---------------------------- | ----------------------------- |
| 1     | 1965  | ---             | لاري سكوت        | لم تعقد مسابقة للوزن الخفيف  | لم تعقد مسابقة للوزن الثقيل  | نيويورك، الولايات المتحدة     |
| 2     | 1966  | $5,000          | لاري سكوت        | لم تعقد مسابقة للوزن الخفيف  | لم تعقد مسابقة للوزن الثقيل  | نيويورك، الولايات المتحدة     |
| 3     | 1967  | $1,000          | سيرجيو أوليفا    | لم تعقد مسابقة للوزن الخفيف  | لم تعقد مسابقة للوزن الثقيل  | نيويورك، الولايات المتحدة     |
| 4     | 1968  | $1,000          | سيرجيو أوليفا    | لم تعقد مسابقة للوزن الخفيف  | لم تعقد مسابقة للوزن الثقيل  | نيويورك، الولايات المتحدة     |
| 5     | 1969  | $1,000          | سيرجيو أوليفا    | لم تعقد مسابقة للوزن الخفيف  | لم تعقد مسابقة للوزن الثقيل  | نيويورك، الولايات المتحدة     |
| 6     | 1970  | $1,000          | أرنولد شوارزنيجر | لم تعقد مسابقة للوزن الخفيف  | لم تعقد مسابقة للوزن الثقيل  | نيويورك، الولايات المتحدة     |
| 7     | 1971  | $1,000          | أرنولد شوارزنيجر | لم تعقد مسابقة للوزن الخفيف  | لم تعقد مسابقة للوزن الثقيل  | باريس، فرنسا                  |
| 8     | 1972  | $1,000          | أرنولد شوارزنيجر | لم تعقد مسابقة للوزن الخفيف  | لم تعقد مسابقة للوزن الثقيل  | إيسن، ألمانيا الغربية         |
| 9     | 1973  | $1,000          | أرنولد شوارزنيجر | لم تعقد مسابقة للوزن الخفيف  | لم تعقد مسابقة للوزن الثقيل  | نيويورك، الولايات المتحدة     |
| 10    | 1974  | $1,000          | أرنولد شوارزنيجر | فرانكو كولومبو               | أرنولد شوارزنيجر             | نيويورك، الولايات المتحدة     |
| 11    | 1975  | $2,500          | أرنولد شوارزنيجر | فرانكو كولومبو               | أرنولد شوارزنيجر             | بريتوريا، جنوب أفريقيا        |
| 12    | 1976  | $5,000          | فرانكو كولومبو   | فرانكو كولومبو               | كين وولر                     | كولومبوس، الولايات المتحدة    |
| 13    | 1977  | $10,000         | فرانك زين        | فرانك زين                    | روبي روبنسون                 | كولومبوس، الولايات المتحدة    |
| 14    | 1978  | $15,000         | فرانك زين        | فرانك زين                    | روبي روبنسون                 | كولومبوس، الولايات المتحدة    |
| 15    | 1979  | $25,000         | فرانك زين        | فرانك زين                    | مايك منتزر                   | كولومبوس، الولايات المتحدة    |
| 16    | 1980  | $25,000         | أرنولد شوارزنيجر | لم تعقد مسابقة للوزن الخفيف. | لم تعقد مسابقة للوزن الثقيل. | سيدني، أستراليا               |
| 17    | 1981  | $25,000         | فرانكو كولومبو   | لم تعقد مسابقة للوزن الخفيف. | لم تعقد مسابقة للوزن الثقيل. | كولومبوس، الولايات المتحدة    |
| 18    | 1982  | $25,000         | كريس ديكرسون     | لم تعقد مسابقة للوزن الخفيف. | لم تعقد مسابقة للوزن الثقيل. | لندن، المملكة المتحدة         |
| 19    | 1983  | $25,000         | سمير بنوت        | لم تعقد مسابقة للوزن الخفيف. | لم تعقد مسابقة للوزن الثقيل. | ميونيخ، ألمانيا الغربية       |
| 20    | 1984  | $50,000         | لي هاني          | لم تعقد مسابقة للوزن الخفيف. | لم تعقد مسابقة للوزن الثقيل. | نيويورك، الولايات المتحدة     |
| 21    | 1985  | $50,000         | لي هاني          | لم تعقد مسابقة للوزن الخفيف. | لم تعقد مسابقة للوزن الثقيل. | بروكسل، بلجيكا                |
| 22    | 1986  | $55,000         | لي هاني          | لم تعقد مسابقة للوزن الخفيف. | لم تعقد مسابقة للوزن الثقيل. | كولومبوس، الولايات المتحدة    |
| 23    | 1987  | $55,000         | لي هاني          | لم تعقد مسابقة للوزن الخفيف. | لم تعقد مسابقة للوزن الثقيل. | غوتنبرغ، السويد               |
| 24    | 1988  | غير معروف       | لي هاني          | لم تعقد مسابقة للوزن الخفيف. | لم تعقد مسابقة للوزن الثقيل. | لوس أنجيلوس، الولايات المتحدة |
| 25    | 1989  | غير معروف       | لي هاني          | لم تعقد مسابقة للوزن الخفيف. | لم تعقد مسابقة للوزن الثقيل. | ريميني، إيطاليا               |
| 26    | 1990  | $100,000        | لي هاني          | لم تعقد مسابقة للوزن الخفيف. | لم تعقد مسابقة للوزن الثقيل. | شيكاغو، الولايات المتحدة      |
| 27    | 1991  | $100,000        | لي هاني          | لم تعقد مسابقة للوزن الخفيف. | لم تعقد مسابقة للوزن الثقيل. | أورلاندو، الولايات المتحدة    |
| 28    | 1992  | $100,000        | دوريان يتس       | لم تعقد مسابقة للوزن الخفيف. | لم تعقد مسابقة للوزن الثقيل. | هلسنكي، فنلندا                |
| 29    | 1993  | $100,000        | دوريان يتس       | لم تعقد مسابقة للوزن الخفيف. | لم تعقد مسابقة للوزن الثقيل. | أطلانطا، الولايات المتحدة     |
| 30    | 1994  | $100,000        | دوريان يتس       | لم تعقد مسابقة للوزن الخفيف. | لم تعقد مسابقة للوزن الثقيل. | أطلانطا، الولايات المتحدة     |
| 31    | 1995  | $110,000        | دوريان يتس       | لم تعقد مسابقة للوزن الخفيف. | لم تعقد مسابقة للوزن الثقيل. | أطلانطا، الولايات المتحدة     |
| 32    | 1996  | $110,000        | دوريان يتس       | لم تعقد مسابقة للوزن الخفيف. | لم تعقد مسابقة للوزن الثقيل. | شيكاغو، الولايات المتحدة      |
| 33    | 1997  | $110,000        | دوريان يتس       | لم تعقد مسابقة للوزن الخفيف. | لم تعقد مسابقة للوزن الثقيل. | لوس أنجيلوس، الولايات المتحدة |
| 34    | 1998  | $110,000        | روني كولمان      | لم تعقد مسابقة للوزن الخفيف. | لم تعقد مسابقة للوزن الثقيل. | نيويورك، الولايات المتحدة     |
| 35    | 1999  | $110,000        | روني كولمان      | لم تعقد مسابقة للوزن الخفيف. | لم تعقد مسابقة للوزن الثقيل. | لاس فيغاس، الولايات المتحدة   |
| 36    | 2000  | $110,000        | روني كولمان      | لم تعقد مسابقة للوزن الخفيف. | لم تعقد مسابقة للوزن الثقيل. | لاس فيغاس، الولايات المتحدة   |
| 37    | 2001  | $110,000        | روني كولمان      | لم تعقد مسابقة للوزن الخفيف. | لم تعقد مسابقة للوزن الثقيل. | لاس فيغاس، الولايات المتحدة   |
| 38    | 2002  | $110,000        | روني كولمان      | لم تعقد مسابقة للوزن الخفيف. | لم تعقد مسابقة للوزن الثقيل. | لاس فيغاس، الولايات المتحدة   |
| 39    | 2003  | $110,000        | روني كولمان      | لم تعقد مسابقة للوزن الخفيف. | لم تعقد مسابقة للوزن الثقيل. | لاس فيغاس، الولايات المتحدة   |
| 40    | 2004  | $120,000        | روني كولمان      | لم تعقد مسابقة للوزن الخفيف. | لم تعقد مسابقة للوزن الثقيل. | لاس فيغاس، الولايات المتحدة   |
| 41    | 2005  | $150,000        | روني كولمان      | لم تعقد مسابقة للوزن الخفيف. | لم تعقد مسابقة للوزن الثقيل. | لاس فيغاس، الولايات المتحدة   |
| 42    | 2006  | $155,000        | جيه كتلر         | لم تعقد مسابقة للوزن الخفيف. | لم تعقد مسابقة للوزن الثقيل. | لاس فيغاس، الولايات المتحدة   |
| 43    | 2007  | $155,000        | جيه كتلر         | لم تعقد مسابقة للوزن الخفيف. | لم تعقد مسابقة للوزن الثقيل. | لاس فيغاس، الولايات المتحدة   |
| 44    | 2008  | $155,000        | ديكستر جاكسون    | لم تعقد مسابقة للوزن الخفيف. | لم تعقد مسابقة للوزن الثقيل. | لاس فيغاس، الولايات المتحدة   |
| 45    | 2009  | $200,000        | جيه كتلر         | لم تعقد مسابقة للوزن الخفيف. | لم تعقد مسابقة للوزن الثقيل. | لاس فيغاس، الولايات المتحدة   |
| 46    | 2010  | $200,000        | جيه كتلر         | لم تعقد مسابقة للوزن الخفيف. | لم تعقد مسابقة للوزن الثقيل. | لاس فيغاس، الولايات المتحدة   |
| 47    | 2011  | $200,000        | فيل هيث          | لم تعقد مسابقة للوزن الخفيف. | لم تعقد مسابقة للوزن الثقيل. | لاس فيغاس، الولايات المتحدة   |
| 48    | 2012  | $250,000        | فيل هيث          | لم تعقد مسابقة للوزن الخفيف. | لم تعقد مسابقة للوزن الثقيل. | لاس فيغاس، الولايات المتحدة   |
| 49    | 2013  | $250,000        | فيل هيث          | لم تعقد مسابقة للوزن الخفيف. | لم تعقد مسابقة للوزن الثقيل. | لاس فيغاس، الولايات المتحدة   |
| 50    | 2014  | $275,000        | فيل هيث          | لم تعقد مسابقة للوزن الخفيف. | لم تعقد مسابقة للوزن الثقيل. | لاس فيغاس، الولايات المتحدة   |
| 51    | 2015  | $400,000        | فيل هيث          | لم تعقد مسابقة للوزن الخفيف. | لم تعقد مسابقة للوزن الثقيل. | لاس فيغاس، الولايات المتحدة   |
| 52    | 2016  | $450,000        | فيل هيث          | لم تعقد مسابقة للوزن الخفيف. | لم تعقد مسابقة للوزن الثقيل. | لاس فيغاس، الولايات المتحدة   |
| 53    | 2017  | $400,000        | فيل هيث          | لم تعقد مسابقة للوزن الخفيف. | لم تعقد مسابقة للوزن الثقيل. | لاس فيغاس، الولايات المتحدة   |
| 54    | 2018  | $400,000        | شون رودين        | لم تعقد مسابقة للوزن الخفيف. | لم تعقد مسابقة للوزن الثقيل. | لاس فيغاس، الولايات المتحدة   |
| 55    | 2019  | $400,000        | براندون كيري     | لم تعقد مسابقة للوزن الخفيف. | لم تعقد مسابقة للوزن الثقيل. | لاس فيغاس، الولايات المتحدة   |
| 56    | 2020  | $400,000        | ممدوح السبيعي    |                              |                              | أورلاندو، الولايات المتحدة    |
| 57    | 2021  | $400,000        | ممدوح السبيعي    |                              |                              | أورلاندو، الولايات المتحدة    |
| 58    | 2022  | $400,000        | هادي تشوبان      |                              |                              | لاس فيغاس، الولايات المتحدة   |

| مرات الفوز                                     | اسم البطل        | سنوات الفوز باللقب     | عدد المشاركات في مستر أولمبيا | سنوات المشاركة مع عدم الفوز باللقب (مع المركز الذي حصل عليه) | سنة المشاركة الأولى للبطل | سنة المشاركة الأخيرة للبطل |
| ---------------------------------------------- | ---------------- | ---------------------- | ----------------------------- | --- | ------------------------- | -------------------------- |
| 8                                              | لي هاني          | 1984–1991              | 9                             | 1983 (3) | 1983                      | 1991                       |
| 8                                              | روني كولمان      | 1998–2005              | 15                            | 1992 (16)، 1994 (15)، 1995 (10)، 1996 (6)، 1997 (9)، 2006 (2)، 2007 (4) | 1992                      | 2007                       |
| 7                                              | أرنولد شوارزنيجر | 1970–1975، 1980        | 8                             | 1969 (2) | 1969                      | 1980                       |
| 7                                              | فيل هيث          | 2011-2017              | 10                            | 2008 (3)، 2009 (5)، 2010 (2) | 2008                      |                            |
| 6                                              | دوريان يتس       | 1992–1997              | 7                             | 1991 (2) | 1992                      | 1997                       |
| 4                                              | جيه كتلر         | 2006، 2007، 2009، 2010 | 13                            | 1999 (14)، 2000 (8)، 2001 (2)، 2003 (2)، 2004 (2)، 2005 (2)، 2008 (2)، 2011 (2)، 2013 (6) | 1999                      | 2013                       |
| 3                                              | سيرجيو أوليفا    | 1967–1969              | 8                             | 1966 (4)، 1970 (2)، 1972 (2)، 1984 (8)، 1985 (8) | 1966                      | 1985                       |
| 3                                              | فرانك زين        | 1977–1979              | 10                            | 1972 (4)، 1974 (2)، 1975 (4)، 1976 (2)، 1980 (3)، 1982 (2)، 1983 (4) | 1972                      | 1983                       |
| 2                                              | فرانكو كولومبو   | 1976، 1981             | 6                             | 1972 (5)، 1973 (2)، 1974 (1)، 1975 (1) | 1972                      | 1981                       |
| 2                                              | لاري سكوت        | 1965، 1966             | 2                             | | 1965                      | 1966                       |
| 1                                              | سمير بنوت        | 1983                   | 11                            | 1980 (15)، 1981 (9)، 1982 (4)،1984 (5)،1988 (8)، 1989 (9)، 1990 (8)، 1991 (16)، 1992 (16)، 1993 (17)                                                                                         | 1980                      | 1993                       |
| 1                                              | كريس ديكرسون     | 1982                   | 5                             | 1979 (4)، 1980 (2)، 1981 (2)، 1984 (11) | 1979                      | 1984                       |
| 1                                              | ديكستر جاكسون    | 2008                   | 20                            | 1999 (9)، 2000 (9)، 2001 (8)، 2002 (4)، 2003 (3)، 2004 (4)، 2006 (4)، 2007 (3)، 2009 (3)، 2010 (4)، 2011 (6)، 2012 (4)، 2013 (5)، 2014 (5)، 2015 (2)، 2016 (3)، 2017 (4)، 2018 (7)، 2019 (4) | 1999                      |                            |
| 1                                              | شون رودين        | 2018                   | 8                             | 2011 (11)، 2012 (3)، 2013 (4)، 2014 (3)، 2015 (3)، 2016 (2)، 2017 (5) | 2011                      |                            |
| 1                                              | براندون كيري     | 2019                   | 7                             | 2011 (8)، 2013 (16)، 2015 (16)، 2016 (16)، 2017 (8)، 2018 (5) | 2011                      |                            |
| 2                                              | ممدوح السبيعي    | 2020 و2021             | 8                             | 2013 (8)، 2014 (7)، 2015 (5)، 2016 (4)، 2017 (2)، 2018 (6)، 2020 (1)، 2021 (1) | 2013                      |                            |
| السنوات بالخط المائل تعني الفوز بالوزن الخفيف. |                  |                        |                               | |                           |                            |